# HD 89033
HD 89033，又名BD-10 3029，SAO 155855、HR 4034，是一颗恒星，视星等为6.08，位于銀經253.23，銀緯36.27，其B1900.0坐标为赤經10h 11m 13.4s，赤緯-10° 36.27′ 19″。